# Penge (film)
A Penge (Blade) egy 1998-as amerikai akcióthriller. Wesley Snipes főszereplésével, Marv Wolfman 1973-as képregénye alapján. A filmnek két folytatása készült: Penge 2. és Penge – Szentháromság. A trilógia után sorozat készült belőle, de már nem Wesley Snipes főszereplésével.

## Történet
Penge anyját a terhessége alatt egy vámpír megharapta. Halála óráján nem tudhatta, hogy fia milyen tökéletes tulajdonságokat örökölt. Magában hordozza a vámpír- és az emberi faj legjobb adottságait. Erős és gyorsan gyógyul a sebe, és tud a fényben járni. A vámpírok csak A Fénybenjáró-nak nevezik. Egész életében édesanyja halálának megbosszulására készül. Társával Whistlerrel egy nap megmentenek egy doktornőt aki melléjük szegődik. A gonosz vámpírok nemzedékek óta földi hatalomra törnek. A sötétedő világban szükségük van Penge nem mindennapi vérére is, hogy leigázhassák az emberiséget.

## Szereplők
| Szerep              | Színész             | Magyar hang         | Leírás |
| ------------------- | ------------------- | ------------------- | --- |
| Eric Brooks / Penge | Wesley Snipes       | Galambos Péter      | Félvámpír "fénybenjáró" (damfír), aki vámpírokra vadászik. Kiválóan ért a harcművészetekhez, és mindig vámpírölő fegyverekkel szereli fel magát.                               |
| Deacon Frost        | Stephen Dorff       | Kálloy Molnár Péter | Feltörekvő vámpír, nagy ambíciókkal és befolyással. Ő lesz Penge legfőbb ellensége, és az emberi fajt is le akarja igázni.                                                     |
| Abraham Whistler    | Kris Kristofferson  | Ujlaki Dénes        | Penge mentora, apafigura és fegyverkovács. |
| Dr. Karen Jenson    | N’Bushe Wright      | Antal Olga          | Hematológus, akit megharap egy vámpír. Penge mellett marad, hogy biztonságban legyen, amíg gyógymódot talál magának, és végül a társa lesz Deacon Frost pártja elleni harcban. |
| Quinn               | Donal Logue         | Bácskai János       | Frost pimasz kegyence, aki képes túlélni olyan sebeket, amelyek kisebb vámpírokat megölné.                                                                                     |
| Gaetano Dragonetti  | Udo Kier            | Wohlmuth István     | Ídősebb vámpír. |
| Mercury             | Arly Jover          | Solecki Janka       | Könnyűlábú vámpír és Frost egyik szeretője. |
| Racquel             | Traci Lords         | Csizmadia Gabi      | Vámpír, aki vérfürdőre csábítja a férfiakat. |
| Krieger rendőr      | Kevin Patrick Walls | Janovics Sándor     | Frost "bizalmasa", azaz emberi szolgája. |
| Dr. Curtis Webb     | Tim Guinee          | Kárpáti Levente     | Karen volt barátja, akit Quinn megöl, és később nem vámpírrá, hanem zombi-szerű lénnyé válik (mint a legtöbb vámpír által megharapott ember).                                  |
| Vanessa Brooks      | Sanaa Lathan        | Holló Orsolya       | Penge anyja, aki vámpírrá vált. |
| Gyöngy (Pearl)      | Eric Edwards        | Földi Tamás         | Kórosan elhízott vámpír |

## Zeneszámok
- Public Domain – Operaton of Blade

Zeneszámok címei album sorrendben (Előadó):

1.Blade 4 Glory (Majesty / Bizzi bone)

2.Blade (KRS-One / Channel One)

3.Confusion ([New Order])

4.Deadly Zone (Bounty Killer / Mobb Deep/Rappin)

5.Dealing With The Roster ([Junkie XL, JXL])

6.Dig This Vibe (DJ Krush)

7.Fightin' A War (Down)

8.Gangsta Bounce (Wolfpak)

9.Half & Half (Gang Starr / M.O.P.)

10.Playing With Lightning (Expansion Union)

11.Reservations (P.A.)

12.Stricktly Business (Mantronik / EPMD)

13.The Edge Of The Blade (Mystikal)

14.Things Ain't The Same (Kasino)

15.Wrek Tha Discotek (Roger S. / Soulson)

## Díjak, jelölések
| Év   | Díj                             | Kategória                              | Jelölt                      | Eredmény |
| ---- | ------------------------------- | -------------------------------------- | --------------------------- | -------- |
| 1999 | ASCAP Award                     | Top Box Office Films                   | Mark Isham                  | Elnyerte |
| 1999 | Saturn Award                    | Legjobb Horror Film                    |                             | Jelölve  |
| 1999 | Saturn Award                    | Legjobb smink                          | Greg Cannom Michael Germain | Jelölve  |
| 1999 | Blockbuster Entertainment Award | Kedvenc színész – Horror               | Wesley Snipes               | Elnyerte |
| 1999 | Blockbuster Entertainment Award | Kedvenc gonosz                         | Stephen Dorff               | Elnyerte |
| 1999 | Blockbuster Entertainment Award | Kedvenc mellékszeeplő színész – Horror | Kris Kristofferson          | Jelölve  |
| 1999 | Golden Trailer                  | Best Action                            | Craig Murray Productions    | Jelölve  |
| 1999 | Golden Trailer                  | Best Edit                              | Craig Murray Productions    | Jelölve  |
| 1999 | MTV Movie Award                 | Legjobb gonosz                         | Stephen Dorff               | Elnyerte |
| 1999 | MTV Movie Award                 | Legjobb harc                           | Wesley Snipes               | Jelölve  |
| 1999 | Golden Reel Award               | Legjobb hangvágás – Hang effektek      |                             | Jelölve  |